# Classement en France des cultures par groupes d'usage
 (mars 2019).
Si vous disposez d'ouvrages ou d'articles de référence ou si vous connaissez des sites web de qualité traitant du thème abordé ici, merci de compléter l'article en donnant les références utiles à sa vérifiabilité et en les liant à la section « Notes et références ».
Un groupe de cultures est une méthode de classification des cultures agricoles et horticoles.
En France, les groupes de cultures consacrés par l’usage sont représentés par les catégories ci-dessous. Ces regroupements sont donc distincts des classements fondés sur la systématique, et ils peuvent être différents des groupes de cultures usités dans d’autres pays.
Si les groupes « Cultures fruitières », « Cultures légumières » notamment sont destinés, plus ou moins directement, à l'alimentation humaine, le groupe « Grandes cultures » rassemble ici des espèces ayant des usages beaucoup plus variés tels que : alimentation humaine après transformation, alimentation animale, mais aussi transformation industrielle pour produire du sucre, de l'huile, des tissus, des carburants, etc. ou couverture du sol pour sa préservation, etc.
D'autres groupes d'usages sont importants tels que les plantes médicinales, les plantes mellifères, les plantes tinctoriales...Ils peuvent comprendre des plantes en partie déjà listées dans cet article.
Les noms entre parenthèses désignent des produits végétaux et des groupes de produits végétaux cités par les arrêtés au Journal officiel sur les limites maximales de résidus de produits phytopharmaceutiques.

## Cultures fruitières (fruits)

### agrumes(agrumes)
| - cédratier - citronnier (citrons) - clémentinier (clémentines) | - lime - limette (limettes) - mandarinier (mandarines) | - oranger (oranges) - pamplemoussier (pamplemousses) - pomelo (pomelos) |

### arbres à fruits secs (noix écalées ou non)
| - amandier (amandes) - anacardier (noix de cajou) - châtaignier (châtaignes) - cocotier (noix de coco) | - noyer de Queensland Macadamia (noix de Queensland) - noisetier (noisettes) - noyer commun (noix communes) | - noyer du Brésil (noix du Brésil) - pacanier (noix de pécan) - pin à pignons (pignons) - pistachier (pistaches) |

### arbres à fruits à noyau (fruits à noyau)
| - abricotier (abricots) - cerisier ou merisier (cerises) - mirabellier (mirabelles) | - nèflier (nèfles) - néflier du Japon - olivier (olives) | - pêcher (pêches, nectarines, brugnons, pavies) - prunier (prunes) |

### arbres à fruits àpépins(fruits à pépins)
| - cognassier (coings) - feijoa - figuier (figues) | - mûrier (mûres) - nashi (poires japonaises) - poirier (poires) | - pommier (pommes) |

### lianes, végétaux àbaieset à petits fruits (baies et petits fruits)
| - airelle (airelles canneges) - lyciet commun (baies de Goji) - cassissier (cassis) - églantier (églantine) - fraisier (fraises) (faux fruit) | - framboisier (framboises) - groseillier (groseilles) - groseillier à maquereau (groseilles à maquereaux) - actinidia (kiwis) - myrtillier (myrtilles) | - ronce (mûres) - sureau - vigne (raisin) - Vitis labrusca (vigne framboisier) - Vitis vinifera (raisin de table et de cuve) |

## Cultures légumières (légumes)

### champignons(champignons)
| - champignon de couche (champignons autres que sauvages) | - champignon pleurote (champignons sauvages) |  |

### fines herbes(fines herbes)
| - basilic - cerfeuil (cerfeuil) | - ciboule - ciboulette (ciboulette) - estragon | - roquette - persil (persil) |

### légumesbulbes(légumes bulbes)
| - ail (ail) - cébette | - échalote (échalotes) - oignon (oignons) jaunes, blancs, rouges |  |

### légumes feuilles
| - chicorées et endives - chicorée chioggia - chicorée endive (chicorée witloof) - chicorée frisée - chicorée pain de sucre - chicorée scarole - chicorée trévise - chicorée vérone - épinard - bette (poirée, blette, bette à carde) | - choux à feuilles développées (choux (développement des feuilles)) - chou de Chine (choux de Chine) - choux non pommés (choux non pommés) - choux pommés (choux pommés) - chou cabus - chou de Bruxelles (choux de Bruxelles) - chou de Milan - chou rouge - chou vert - cresson alénois - cresson de fontaine | - laitues - laitue batavia - laitue beurre - laitue iceberg - laitue feuille de chêne - laitue lollo - laitue romaine - laitue sucrine - livèche - mâche - fenouil - pissenlit |

### légumesfleurs(légumes fleurs)
- artichaut (artichauts)
- brocoli (brocolis)
- chou-fleur (choux-fleurs)

### légumesfruits(légumes frais)
| - cucurbitacées (cucurbitacées) - cucurbitacées à écorce non comestible (cucurbitacées à écorce non comestible) - chayotte (chayotte) - courge musquée (courge) - melon (melon) - pastèque (pastèque) - potiron - potimarron | - - cucurbitacées à peau comestible (cucurbitacées à peau comestible) - concombre (concombres) - cornichon (cornichons) - courgettes (courgettes) - patisson - maïs doux (maïs doux) | - solanacées (solanacées) - aubergine (aubergines) - piment - poivron (poivrons) - tomate (tomates) - haricot à rames ou haricot nain à grain demi-sec, filet ou mangetout |

### légumesracines(légumes racines)
| - betterave potagère ou betterave rouge (betterave) - carotte (carotte) - céleri-rave (céleris raves) - chou-rave (choux raves) - igname (ignames) - navet (navets) | - panais (panais) - persil à grosse racine (persil à grosse racine) - radis (radis) - raifort (raifort) | - rutabaga (rutabagas) - salsifis (salsifis) - scorsonère |

### légumestiges(légumes tiges)
| - asperge (asperges) - cardon (cardons) | - cèleri à côtes ou cèleri branche (cèleris) - fenouil (fenouil) - poireau (poireaux) | - poirée, blette, bette - rhubarbe (rhubarbe) |

### légumestubercules(légumes tubercules)
| - patate douce (patate douce) | - pomme de terre (pommes de terre) | - topinambour (topinambours) |  |

### légumineusespotagères (légumes secs)
| - dolique mongette - fève - haricot sec - haricot à rames ou haricot nain à grain - haricot d'Espagne | - Lentille cultivée verte, blonde, etc. - pois chiche | - pois sec, lisse, ridé, mangetout - pois d’hiver - pois de printemps - pois de conserve |

## Cultures tropicales et exotiques
| - ananas (ananas) - avocatier (avocats) - bananier (bananes) - canne à sucre - cacaoyer - carambolier - chayote christophine | - dattier (dattes) - feijoa ou goyavier du Brésil (feijoas ou acca) - giroflier - goyavier - grenadier (grenades) - hévéa - kiwi ou actinidia (kiwis) | - kumquat (kumquats) - litchis (litchis) - manguier (mangues) - papayer - passiflores (fruits de la passion) - thé (feuilles et tiges de thé) - vanillier |

## Grandes cultures

### betteravesetchicoréesracines
| - betterave fourragère | - betterave sucrière | - chicorée à café ou à inuline |

### céréalesàpaille
| - avoine - avoine d’hiver - avoine de printemps - blé - blé dur d’hiver - blé dur de printemps - blé tendre d'hiver - blé tendre de printemps - épeautre | - millet - orge - orge d’hiver - orge de printemps - riz | - sarrasin blé noir (Polygonacée) - seigle - seigle d’hiver - seigle de printemps - triticale |

### cultures fourragères
| - graminées fourragères prairiales - brome - brome cathartique - brome sitchensis - dactyle - fétuque - fétuque des prés - fétuque élevée - fétuque ovine - fétuque rouge - fléole des prés - moha - pâturin commun - ray grass - ray grass anglais - ray-grass hybride - ray grass italien | - légumineuses fourragères prairiales - gesse commune - lotier corniculé - luzerne - mélilot - minette - pois fourrager - sainfoin - serradelle - trèfle - trèfle blanc - trèfle d'Alexandrie - trèfle de Perse - trèfle hybride - trèfle incarnat - trèfle de Micheli - trèfle souterrain - trèfle violet - vesce - vesce commune - vesce de Cerdagne | - autres espèces fourragères - betterave fourragère - carotte fourragère - chou fourrager - colza fourrager - navette fourragère - radis fourrager |

### maïsetsorgho
| - maïs doux - maïs grain - maïs ensilage | - sorgho grain | - sorgho fourrager |

### oléagineux(graines oléagineuses)
| - arachide (arachides) - colza (grains) | - moutarde - moutarde blanche - moutarde brune - moutarde noire - navette (graines de navette) | - œillette ou pavot somnifère (graines de pavot) - lin oléagineux (graines de lin) - sésame (graines de sésame) - soja (fèves de soja) - tournesol (graines de tournesol) |

### plantestextiles
| - chanvre | - cotonnier | - lin textile |

### pomme de terre
| - pomme de terre de consommation | - pomme de terre de plant | - pomme de terre à fécule |

### protéagineux
| - fèverole - fèverole d’hiver - fèverole de printemps | - lupin blanc | - pois protéagineux - pois protéagineux d’hiver - pois protéagineux de printemps |  |

### jachères
| - jachère spontanée | - jachère semée (couvert végétal), engrais vert |  |

## Plantes aromatiques, médicinales et à parfum
| - aneth - anis vert - anis étoilé - basilic - bourrache - camomille romaine - cannelle - clou de girofle - coriandre - digitale - estragon | - genièvre - gentiane - gingembre - laurier - lavande et lavandin - menthe poivrée - marjolaine - muscade - pavot œillette - paprika | - psyllium - romarin - rosier de mai - safran - sarriette - sauge sclarée - thym - tilleul - violette - verveine citronnelle |

## Végétaux d’ornement (incomplet)

### arbres de forêt

#### conifères de forêt
| - épicéa - mélèze - pin | - pseudotsuga - sapin de Douglas - sapin | - tsuga |

#### feuillus de forêt
| - aulne - bouleau - chêne - hêtre | - orme - peuplier - platane | - saules - saule marsault - saule pleureur |

### lianes, arbrisseaux, arbustes et arbres d’ornement
| - bruyères - buis - cèdre - chèvrefeuille - cornouiller - cotonéaster - cupressacées - chamaecyparis - cupressus - juniperus - thuya - cytise | - érable - forsythia - fusain du Japon - genêt - glycine - hibiscus - houx - laurier-cerise ou laurier palme - laurier-rose - lierre - lilas commun - marronnier - micocoulier | - oranger du Mexique - photinia - pittosporum - pommier ornemental - protea - prunier ornemental - pyracantha - rhododendron - sauge - schefflera - symphorine - taxus - troène - vigne vierge |

### cultures florales (très incomplet)
| - achillée - anémone - anthurium - azalée - bégonia - bleuet - camélia - chrysanthème - coleus - cosmos - croton - cyclamen - dahlia - dieffenbachia - ficus | - géranium - giroflée - glaïeul - gloxinia - gueule de loup - hellébore - hortensia - impatiens - kalanchoe - grande mauve - muguet de mai - œillet - pélargonium ou géranium - pensée - pâquerette | - pervenche - pétunia - Euphorbia pulcherrima « Poinsettia » - primevère - rosier - saintpaulia - sedum - souci - tagète (dont l'œillet d'Inde) - tradescantia - tulipe - valériane - véronique - zinnia |

### gazons de graminées
| - agrostide stolonifère - agrostide ténue - cynodon dactylon | - fétuque élevée à gazon - fétuque ovine durette - fétuque rouge gazonnante, traçante, demi-traçante, - fléole bulbeuse | - kikuyu - pâturin des prés à gazon - ray grass anglais à gazon |